# Iridomyrmex florissantius
Iridomyrmex florissantius är en myrart som beskrevs av Carpenter 1930. Iridomyrmex florissantius ingår i släktet Iridomyrmex och familjen myror. Inga underarter finns listade i Catalogue of Life.